# Brunryggig piplärka
Brunryggig piplärka (Anthus leucophrys) är en afrikansk fågel i familjen ärlor inom ordningen tättingar.

## Utseende och läte
Brunryggig piplärka är en stor piplärka med beigefärgade yttre stjärtpennor och inga eller endast mycket svaga streck på ryggen. Arten är mycket lik långstjärtad piplärka, men skiljs framför allt av att ha en gulaktig snarare än skär näbbrot. Lätet är ett gnissligt "tchit", medan sången består av en serie ljusa och sedan mörka toner, likt en fråga som besvaras om och om igen.

## Utbredning och systematik
Brunryggig piplärka delas in i nio underarter med följande utbredning:
- Anthus leucophrys ansorgei – södra Mauretanien, Senegal och Gambia och Guinea-Bissau
- Anthus leucophrys gouldii – Sierra Leone till Liberia och Elfenbenskusten
- Anthus leucophrys zenkeri – södra Mali och Guinea till sydvästra Sudan och Sydsudan till norra Demokratiska republiken Kongo, Uganda, västra Kenya, Rwanda, Burundi och nordvästra Tanzania
- Anthus leucophrys omoensis – sydöstra Sudan, östra Sydsudan, Eritrea samt norra och västra Etiopien
- Anthus leucophrys saphiroi – sydöstra Etiopien och nordvästra Somalia
- Anthus leucophrys goodsoni – centrala och sydvästra Kenya till nordligaste Tanzania
- Anthus leucophrys bohndorffi – Angola till södra Demokratiska republiken Kongo, sydöstra Gabon, Zambia, norra Malawi och Tanzania
- Anthus leucophrys tephridorsus – södra Angola, sydvästra Zambia, nordöstra Namibia och nordvästra Botswana
- Anthus leucophrys leucophrys – Moçambique till Swaziland, Lesotho och Sydafrika

### Släktestillhörighet
DNA-studier visar att arterna i släktet Anthus inte står varandra närmast, där typarten för släktet ängspiplärkan står närmare piplärkorna i Macronyx än brunryggig piplärka och dess närmaste släktingar (bland andra fältpiplärka, mongolpiplärka och långnäbbad piplärka). Det medför att brunryggig piplärka antingen kommer föras till ett annat släkte i framtiden, eller att Macronyx inkluderas i Anthus. Inga större taxonomiska auktoriteter har dock ännu implementerat dessa nya forskningsresultat.

## Levnadssätt
Brunryggig piplärka hittas i öppna områden med mycket kort gräs, ibland även i jordbruksfält. Den sjunger ofta från marken.

## Status och hot
Arten har ett stort utbredningsområde och en stor population med stabil utveckling och tros inte vara utsatt för något substantiellt hot. Utifrån dessa kriterier kategoriserar internationella naturvårdsunionen IUCN arten som livskraftig (LC). Världspopulationen har inte uppskattats men den beskrivs som ovanligt till lokalt vanlig.